# Coccophagus restionis
Coccophagus restionis är en stekelart som beskrevs av Annecke och Insley 1970. Coccophagus restionis ingår i släktet Coccophagus och familjen växtlussteklar. Inga underarter finns listade i Catalogue of Life.